# اسپنجه
اِسْپَنْجه، اصطلاحی در نظام مالیاتی دولت عثمانی است که در ترکیه از غیر مسلمانان دریافت می‌شد؛ با پیشرفت دولت عثمانی به مناطق اروپایی، این سنت در آنجا نیز اجرا می‌گردید و در سال ۱۲۶۵ میلادی به‌طور کلی ملغی گردید.

## معنا و تاریخچه
اسپنجه که به عنوان یک اصطلاح در نظام مالیات دولت عثمانی شهره بوده‌است، عوارضی بوده‌است که یهودیان و مسیحیان بالغ مکلف به پرداخت آن به حکومت بودند. این حکم عام بوده و فرقی بین شهر و روستا و گوچ نشین برایش ذکر نشده‌است. در اینکه اسپنجه، همان مالیات و عوارض کشاورزی یا مالیات شرعی باشد یا اینکه نوعی عوارض بیگاری محسوب می‌شود که در قبال انجام دادن خدمت دریافت می‌شده، محل اختلاف است و به‌طور دقیق مشخص نیست. علاوه بر اینکه اسپنجه از رسوم رعیت محسوب می‌شده‌است؛ اما بدون شک مالیات عرفی محسوب می‌شود. شاهد این ادعا، حکم به ممنوعیت و لغو این قانون در سال ۱۱۱۶ ه‍.ق / ۱۷۰۴ م در جزیره کرت است. این مالیات به جهت دریافت سرانه آن، نوعی جزیه نیز محسوب می‌شود. منابع از مالیاتی دیگر که نوعی خمس به ارزش اسیران جنگی محسوب می‌شد و از صاحبان آنان دریافت می‌شد یاد کرده‌اند که اسپنجک نام داشته‌است. به کاغذی که برای معافیت افراد از اسپنجه به آنان داده می‌شد، اسپنج گفته می‌شد.
تاریخچه این مالیات، به‌طور دقیق معلوم نیست و قدیمی‌ترین سند در این مورد، مربوط به حکومت بایزید اول به سال ۷۹۰ تا ۸۰۵ ه‍.ق است. پس از مدتی اسپنجه، به مالیاتی ثابت مبدل شد که همراه با جزیه و اعشار دریافت و به خزانه دولت واریز می‌شد. از سال ۱۲۶۵ میلادی، رسم دریافت اسپنجه لغو گردید.

## قوانین
طبق قوانین حاکم بر آن دوران، چند دسته از پرداخت اسپنجه معاف بودند، از جمله این دسته‌ها، کشاورزانی بودند که به هر دلیل، نسق زراعی خود را از دست می‌دادند. همچنین رعایایی که مسلمان می‌شدند، از پرداخت این مالیات معاف بودند. این دسته، به جای اسپنجه، مالیاتی به نام بناک می‌پرداختند که شامل درآمد خرید و فروش محصولاتشان بوده‌است. دیگر طوایفی که از پرداخت آن معاف بودند عبارتند از:
- روحانیان مسیحی
- روحانیان یهود
- مأموران سیاسی
- نابالغان
- همراهان
- مترجمان
- اتباع مسیحی عثمانی که در سفارت‌خانه مشغول هستند
- مسیحیان شاغل در سپاه عثمانی

در قلمروی اروپایی عثمانی‌ها، که به روم ایلی شناخته می‌شود، اسپنجه از هر غیر مسلمانی دریافت می‌شد. با پسترش قلمرو عثمانی در شرق آناتولی به قرن ۱۶ میلادی، از مسیحیان آنجا نیز اسپنجه دریافت می‌شد. در این منطقه، در ماه مارس هر سال، اسپنجه‌ها دریافت می‌شد و در برخی مناطق، همه مسیحیان و در برخی دیگر، فقط مسیحیان متأهل مکلف به پرداخت بودند.

## میزان
میزان اسپنجه را سالانه و به صورت مقطوع، ۲۵ آقچه ذکر کرده‌اند. با این وجود در مقدار آن تفاوت‌هایی گزارش شده‌است. بر اساس یک گزارش، یهودیها موظف به پرداخت ۲۵ آقچه بودند و در قانون نامه‌ای به تاریخ ۱۷۱۹ میلادی، در جزیره مور، از یهودیان ۱۲۵ آقچه دریافت می‌شده‌است. در قانون‌نامه سلطان محمد فاتح، از زنان بیوه ۶ آقچه دریافت می‌شد. منابع میزان دریافتی این مالیات را بین ۶ تا ۱۲۵ و به صورت مختلف بسته به مالیات دهنده و منطقه مالیاتی گزارش کرده‌اند.